# Sayaka Hirano
Sayaka Hirano, född den 24 mars 1985 i Kanuma, Japan, är en japansk bordtennisspelare som tog OS-silver i damlagsturneringen vid de olympiska bordtennistävlingarna 2012 i London.